# Verity Lambert
Verity Lambert OBE (født 27. november 1935 i London, England, Storbritannien, død 22. november 2007) var en britisk TV- og filmproducent, mest kendt som den første producent af science fiction-serien Doctor Who (1963–1965). Lambert var en pioner for kvinder inden britisk TV. Da hun fik jobbet som producent af Doctor Who, var hun den yngste og eneste kvindelige producent i BBC.